# Chico Dialético
Francisco José de Oliveira (Cabrália Paulista, 22 de fevereiro de 1943 — São Paulo, 5 de novembro de 1971) foi um estudante de ciências sociais da USP, militante do Movimento de Libertação Popular, o Molipo. Conhecido como Chico Dialético, foi assassinado após uma perseguição policial em São Paulo, em novembro de 1971, mesmo ano em que havia retornado de Cuba. 
É um dos casos investigados pela Comissão da Verdade, que apura mortes e desaparecimentos na ditadura militar brasileira. 

## Biografia
Nascido no município de Cabrália Paulista, Francisco José de Oliveira era estudante de ciências sociais na USP. Entre seus estudos, também foi parte do Molipo, o Movimento de Libertação Popular e militante, até o ano de 1968, da Dissidência Comunista de São Paulo. No ano seguinte, integrou-se à Aliança Libertadora Nacional e, neste mesmo ano, envolveu-se em uma perseguição policial da qual conseguiu escapar, mas que fez vítima o estudante e guerrilheiro José Wilson Lessa Sabag.
Após conseguir sair ileso, Chico Dialético decidiu refugiar-se em Cuba, onde realizou treinamentos de guerrilha, aprendendo técnicas e aprimorando seus conhecimentos nas táticas. Em 1971, com um fluxo grande de militantes do Molipo retornando ao Brasil, Francisco juntou-se ao retorno clandestino e instalou-se em seu país de origem. Em novembro do mesmo ano, foi assassinado.

## Morte
No dia  5 de novembro de 1971, Francisco estava com uma companheira de Molipo, Maria Augusta Thomaz, em uma lanchonete no bairro da Pompeia, em São Paulo, quando foram reconhecidos pela equipe de policiais chefiada pelo delegado Antônio Vilela e pelo investigador Osvaldo Pinheiro do Amaral. Instalado o tiroteio, Maria Augusta conseguiu fugir, ao contrário de Francisco, que foi perseguido e ferido gravemente. Atingido por uma rajada de metralhadora, suspeitava-se que o militante havia morrido durante o tiroteio, onde em relatórios dos ministérios da Aeronáutica e Marinha, constava que sua reação fez com que ele fosse atingido pelos tiros.

## Relatórios
Com o nome falso de Dario Marcondes, o laudo de necrópsia é feito pelos médicos legistas Mário Nelson Matte e José Henrique da Fonseca, constando a certidão de óbito intitulada com o nome falso, mas com os dados de Francisco José de Oliveira, como a filiação e a data de nascimento. Com os órgãos de repressão escondendo sua verdadeira identidade, Chico foi sepultado como indigente no Cemitério Dom Bosco, na Vala de Perus, vala comum. Hoje, encontra-se na UNICAMP para ser identificado, e, um exame da documentação sobre o ocorrido na CEMDP, indicou que a morte não aconteceu durante o tiroteio, como se acreditava antes. Em evidências, a relatora Suzana Keniger Lisbôa concluiu, pela análise do IML, a tentativa de ocultação da prisão, tortura e a morte como consequência, realizadas pelos órgãos repressores.

## Bibiografia
- Centro de Documentação: http://www.desaparecidospoliticos.org.br/
- Dossiê dos mortos e desaparecidos políticos: http://www.dhnet.org.br/dados/dossiers/dh/br/dossie64/br/dossmdp.pdf
- Dossiê Ditadura: mortos e desaparecidos políticos no Brasil (1964-1985)", da Comissão de Familiares de Mortos e desaparecidos do Comitê brasileiro pela Anistia (CBA/RS).